# Бёркхарт, Молли
Молли Бёркхарт, в девичестве Молли Кайл (1 декабря 1886, Gray Horse, Оклахома — 16 июня 1937, Фаирфакс, Оклахома)  — представительница племени осейджей, жена Эрнеста Бёркхарта, сыгравшая важную роль в расследовании убийств в округе Осейдж. Один из центральных персонажей фильма Мартина Скорсезе «Убийцы цветочной луны» (2023), где её сыграла Лили Гладстон.

## Биография
Молли Кайл родилась в 1887 году в семье индейцев-осейджей, живших на индейских территориях (с 1907 года — штат Оклахома). Когда на землях племени нашли нефть, осейджи начали получать часть нефтяных доходов, и благодаря этому семья Молли разбогатела. В 1917 году Молли вышла замуж за Эрнеста Бёркхарта, белого переселенца из Техаса. Это был счастливый брак, в котором родились сын и две дочери. Однако вскоре в семье Молли начали происходить трагедии: в 1918 году от странной болезни умерла одна из её сестёр, в 1921 году была застрелена неизвестным другая, а спустя  два месяца умерла мать. Молли решила, что это не может быть цепью случайностей, и наняла частного детектива, но расследование ничего не дало. Последнюю её сестру взорвали вместе с мужем в собственном доме. После этого делом занялось ФБР (1925).
Агент Том Уайт пришёл к выводу, что виной всему нефтяные деньги: дядя Эрнеста Бёркхарта Уильям Хэйл одного за другим устранял родственников Молли, чтобы через племянника установить контроль над всем состоянием семьи. Оба были арестованы, Бёркхарт во всём признался и был приговорён к пожизненному, как и его дядя. Осталось неясным, женился ли он на Молли, выполняя приказ Хэйла, или план созрел позднее. Предположительно Молли после гибели её сестёр и матери медленно убивали ядом, но после того, как она избавилась от контроля со стороны Бёркхарта и Хэйла, её здоровье пошло на поправку.
Уже во время судебного процесса Молли развелась с Бёркхартом, а в 1928 году вышла за Джона Кобба. Она умерла в 1937 году.

## В культуре
Историю Молли Бёркхарт рассказал в научно-популярной книге «Убийцы цветочной луны. Нефть. Деньги. Кровь» (2017) американский журналист Дэвид Гранн. Молли стала одним из центральных персонажей экранизации этой книги — художественного фильма Мартина Скорсезе «Убийцы цветочной луны» (2023), где её сыграла Лили Гладстон. Критики высоко оценивают игру этой актрисы.